# Jacob (Familienname)
Jacob ist ein auch als Familienname gebrauchter Vorname und eine Variante von Jakob.

## Namensträger

### A
- Adrienne Jacqueline s’ Jacob (1857–1920), niederländische Malerin
- Alan Jacob (* 1936), britischer Radrennfahrer
- Albert Jacob (1887–1944), deutscher Bergwerksheizer und Opfer des Faschismus
- Alex Jacob (* 1984), US-amerikanischer Pokerspieler
- Alex Jacob (Hotelier) (1936–2010), deutscher Unternehmer
- Alexander Jacob (* 1954), Philosoph
- Alexandre André Jacob (1826–1878), französischer Schriftsteller
- Alfred Jacob (1883–1963), deutscher General der Pioniere der Wehrmacht im Zweiten Weltkrieg
- Amoj Jacob (* 1998), indischer Sprinter
- Andreas Jacob (1950–2016), deutscher Zoologe und Zoodirektor
- Annemarie Jacob (1891–1990), deutsche Malerin
- Arthur Jacob-Steinorth (1886–1958), deutscher Chemiker und Hochschullehrer
- Astrid Jacob (* 1945), deutsche Schauspielerin, Kabarettistin, Hörspielsprecherin, Theater- und Opernregisseurin

### B
- Benno Jacob (1862–1945), deutscher Rabbiner
- Bernd Jacob (Eishockeyspieler) (1943–2009), deutscher Eishockeyspieler
- Bernd Jacob (Leichtathlet) (* 1948), deutscher Leichtathlet
- Berthold Jacob (1898–1944), deutscher Journalist und Pazifist
- Björn Jacob (* 1974), deutscher Tennisspieler
- Bruno Jacob (1881–1954), deutscher Schriftsteller und Heimatforscher

### C
- Calmann Jacob (1771–1840), deutscher Zahnarzt; siehe Joseph Calmann Linderer (in Geschichte der Zahnmedizin)
- Camilla Jacob (* 1989), deutsche Schauspielerin
- Carl Jacob (Politiker) (1818–1895), deutscher Autor und Politiker
- Carl Heinz Jacob (1940–2017), deutscher Hochschulkanzler
- Carl Wilhelm Ludwig Jacob (1833–1880), deutscher Kaufmann und Abgeordneter
- Catherine Jacob (* 1956), französische Schauspielerin
- Christian Jacob (* 1959), französischer Politiker
- Claud Jacob (1863–1948), britischer Feldmarschall
- Cornelia Jacob (* 1960), deutsche Eisschnellläuferin

### D
- Daniel Jacob (Romanist) (* 1957), deutscher Romanist, Philologe und Hochschullehrer
- Daniel Jacob (Schauspieler) (1963–1985), deutscher Schauspieler
- Daniel Jacob (Eishockeyspieler) (* 1980), kanadisch-serbischer Eishockeyspieler
- Daniel J. Jacob (* 1958), US-amerikanischer Atmosphärenchemiker
- Daniela Jacob (* 1961), deutsche Klimawissenschaftlerin
- Domien Jacob (1897–1984), belgischer Turner

### E
- Eduard Jacob (1877–1915), deutscher Wirtschaftswissenschaftler und Hochschullehrer
- Edwin Jacob (1878–1964), britischer Segler
- Emil Jacob, deutscher Eishockeyspieler, siehe Anders Jakob
- Emil Jacob (Widerstandskämpfer) (1910–1944), deutscher Widerstandskämpfer gegen das NS-Regime
- Erich Jacob (Fußballspieler), deutscher Fußballspieler
- Erich Jacob (1907–1974), deutscher Polizeibeamter
- Ernst Jacob (Rabbiner) (1899–1974), deutscher Rabbiner und Hochschullehrer (seit 1940 Exil in den USA)
- Ernst Philipp Jacob (1886–1967), deutscher Politiker (FDP, BHE)
- Eugène Jacob de Cordemoy (1835–1911), französischer Arzt und Botaniker von Réunion

### F
- Felix Jacob (1900–1996), deutscher Maler und Grafiker
- Filomeno Jacob (* 1960), osttimoresischer Geistlicher und Sozialminister
- François Jacob (1920–2013), französischer Mediziner, Genetiker und Molekularbiologe
- François-Honoré-Georges Jacob-Desmalter (1770–1841), französischer Kunstschreiner
- Frank Jacob (Designer) (* 1966), deutscher Designer und Hochschullehrer
- Frank Jacob (Bobfahrer), deutscher Bobfahrer und -trainer
- Frank Jacob (Historiker) (* 1984), deutscher Historiker und Japanologe
- Franz Jacob (1906–1944), deutscher Politiker (SPD, KPD) und Widerstandskämpfer
- Friedrich Jacob (Unternehmer) († 1947), deutscher Unternehmensgründer
- Friedrich Wilhelm Karl Jacob (1850–1906), deutscher Architekt
- Fritz Jacob (* 1955/1956), deutscher Brauingenieur und Hochschullehrer
- Fritz Lothar Jacob (vor 1913–nach 1967), deutscher Fechter

### G
- Gallus Jacob (* 1670), deutscher Beamter
- Georg Jacob (1862–1937), deutscher Turkologe
- Georges Jacob (Kunsttischler) (1739–1814), französischer Kunsttischler
- Georges Jacob (Organist) (1877–1950), französischer Organist und Komponist
- Gernot Jacob-Friesen (1926–2019), deutscher Prähistoriker
- Gilles Jacob (* 1930), französischer Filmkritiker, Produzent, Autor und Regisseur, Präsident der Internationalen Filmfestspiele von Cannes
- Gitta Jacob (* 1973), deutsche Psychologin und Psychotherapeutin
- Gordon Jacob (1895–1984), englischer Komponist, Dirigent und Arrangeur
- Günter Jacob (Theologe) (1906–1993), deutscher Theologe und Generalsuperintendent
- Günter Jacob (Geograph) (1924–1985), deutscher Geograph und Verkehrswissenschaftler
- Günter Jacob (Fußballspieler) (* 1942), deutscher Fußballspieler
- Gunter Jacob (* 1947), deutscher Maler, Zeichner und Grafiker
- Günther Jacob, deutscher Autor und Publizist

### H
- Hans Jacob (Politiker) (1884–1949), deutscher Straßenbahnbeamter und nationalsozialistischer Politiker
- Hans Jacob (Übersetzer) (1896–1961), deutscher Übersetzer und Dolmetscher
- Hans Paul Jacob (1921–1977), deutscher Physiker
- Harro Jacob (* 1939), deutscher Bildhauer und Maler
- Heilwig Jacob (Leichtathletin) (* 1942), deutsche Leichtathletin
- Heilwig Jacob (Malerin) (* 1957), deutsche Malerin
- Heiner Jacob (1943–2013), deutscher Designer und Kommunikationswissenschaftler
- Heinrich Jacob (1935–2023), deutscher Geistlicher, Domkapitular, Theologe und Hochschullehrer
- Heinrich Eduard Jacob (1889–1967), deutsch-US-amerikanischer Schriftsteller und Journalist
- Heinz Jacob (1929–2020), deutscher Archäologe
- Helmut Jacob (Bildhauer) (1920–1998), deutscher Bildhauer und Restaurator
- Helmut Jacob (Petrologe) (1920–2014), deutscher Petrologe
- Helmut Jacob (Fußballspieler) (1921–1988), deutscher Fußballspieler und Fußballtrainer
- Helmut Jacob (Musiker) (* 1928), deutscher Geiger und Orchestermusiker
- Helmut Jacob (Pomologe) (1940–2020), deutscher Gartenbauwissenschaftler, Pomologe, Pflanzenzüchter und Hochschullehrer
- Henrike Jacob, deutsche Sängerin (Sopran)
- Herbert Jacob (Germanist) (* 1924), deutscher Germanist, Bibliograph und Herausgeber
- Herbert Jacob (Wirtschaftswissenschaftler) (1927–1997), deutscher Wirtschaftswissenschaftler und Hochschullehrer
- Herbert Jacob (Fußballspieler) (1936–2020), deutscher Fußballspieler
- Holger Jacob-Friesen (* 1967), deutscher Kunsthistoriker
- Hugo Jacob (1883–1949), deutscher Lehrer und Heimatforscher

### I
- Irène Jacob (* 1966), französische Schauspielerin
- Isaac Ben Jacob (1801–1863), russischer Publizist und Autor

### J
- Jack Farj Rafael Jacob (1924–2016), indischer Militär und Politiker
- Jacqueline Jacob (* 1961), österreichische Schlagersängerin
- Joachim Jacob (Verwaltungsjurist) (1939–2024), deutscher Verwaltungsjurist und Datenschutzexperte
- Joachim Jacob (Literaturwissenschaftler) (* 1965), deutscher Literaturwissenschaftler
- Joe Jacob (* 1939), irischer Politiker
- Joel Jacob (* 1992), antiguanischer Fußballspieler
- Johann Friedrich Jacob (1792–1854), deutscher Pädagoge und Altphilologe
- Johann Josef Jacob (1811–1891), sächsischer Tierarzt
- Johann Nicolaus Jacob (1774–1856), deutscher Abgeordneter, Ökonom und Gutsbesitzer
- Johann Wilhelm Jacob (1816–1888), deutscher Abgeordneter und Gutsbesitzer
- John J. Jacob (1829–1893), US-amerikanischer Politiker
- Jonas David Jacob (* 1989), deutscher Rechtsanwalt und Trompeter
- Jörg Jacob (* 1964), deutscher Schriftsteller
- Josef Jacob (1859–1918), österreichischer Mathematiker, Lehrer und Lehrbuchautor
- Josephine Jacob (* 1981), deutsche Schauspielerin
- Jules Jacob (Sänger) (1906–1969), kanadischer Sänger (Tenor)
- Jules Jacob (Jazzmusiker) (um 1925–2008), US-amerikanischer Jazz- und Studiomusiker
- Julius Jacob der Ältere (1811–1882), deutscher Historien-, Bildnis- und Stilllebenmaler
- Julius Jacob der Jüngere (1842–1929), deutscher Architektur- und Landschaftsmaler
- Jutta Krüger-Jacob (* 1963), deutsche Politikerin (Bündnis 90/Die Grünen)

### K
- Karl Jacob (Historiker) (1864–1947), deutscher Historiker und Hochschullehrer, DNVP-Mitglied und nationalkonservativer Aktivist
- Karl Jacob (Regisseur) (* 1979), US-amerikanischer Schauspieler und Regisseur
- Karl August Jacob (1798–1866), deutscher Unternehmer
- Karl Georg Jacob (1796–1849), deutscher Philologe und Historiker
- Karl Hermann Jacob-Friesen (1886–1960), deutscher Prähistoriker
- Karl Theodor Jacob (1908–1980), deutscher Politiker (CSU)
- Katerina Jacob (* 1958), deutsche Schauspielerin und Synchronsprecherin
- Katharina Jacob (1907–1989), deutsche Widerstandskämpferin
- Klaus Jacob (Ruderer) (* 1943), deutscher Ruderer
- Klaus Jacob (1951–2016), deutsches Mordopfer, siehe Anschlag auf den Berliner Weihnachtsmarkt an der Gedächtniskirche #Opfer
- Klaus Jacob (Politikwissenschaftler) (* 1967), deutscher Politikwissenschaftler
- Klaus-Jürgen Jacob (1940–2013), deutscher Biologe und Zoodirektor
- Kurt Jacob (1922–1994), deutscher Tänzer, Ballettmeister und Schauspieler

### L
- Lisa Jacob (* 1974), US-amerikanische Schwimmerin
- Ludwig Jacob (1853–1931), deutscher Musiker
- Ludwig Manfred Jacob (* 1971), deutscher Arzt und Publizist
- Luis Jacob (* 1971), kanadischer Künstler
- Luise Jacob (1826–1904), deutsche Kochbuchautorin, siehe Emmy Braun

### M
- Madeleine Jacob (1896–1985), französische Journalistin
- Magdalena Jacob (* 1994), deutsche Drehbuchautorin und Dokumentarfilmerin
- Marcel Jacob (1964–2009), schwedischer Bassist
- Margaret C. Jacob (* 1943), US-amerikanische Wissenschaftshistorikerin
- Marius Jacob (Geburtsname Alexandre Jacob, 1879–1954), französischer Anarchist
- Martha Jacob (1911–1976), deutsche Leichtathletin
- Mary Phelps Jacob (1891–1970), US-amerikanische Erfinderin
- Mathilde Jacob (1873–1943), deutsche Übersetzerin und Stenotypistin
- Matthias Jacob (* 1960), deutscher Biathlet
- Matthias Jacob (Fußballspieler) (* 1963), deutscher Fußballspieler
- Maurice Jacob (1933–2007), französischer Physiker
- Max Jacob (Architekt) (1849–1921), deutscher Architekt und Bauunternehmer
- Max Jacob (Malerdichter) (1876–1944), französischer Dichter und Maler
- Max Jacob (Puppenspieler) (1888–1967), deutscher Puppenspieler
- Mirko Jacob (* 1970), deutscher Hörfunkmoderator

### N
- Naomi Jacob (1884–1964), englische Autorin, Schauspielerin und Fernsehmoderatorin
- Nickel Jacob (1505–1576), deutscher Imker und Schriftsteller
- Nicolas Henri Jacob (1782–1871), französischer Zeichner

### O
- Otto Jacob (* 1925), deutscher Heimatforscher

### P
- P. Walter Jacob (Pseudonym Paul Walter; 1905–1977), deutscher Schauspieler, Dramaturg und Regisseur
- Paul Jacob-Langenbeck (1896–1987), deutscher Seemann und Schriftsteller
- Peter Jacob (* 1956), deutscher Physiker

### R
- Rainer Jacob (* 1946), deutscher Schwimmer
- Ralf Jacob (Mikrobiologe) (* 1965), deutscher Mikrobiologe und Hochschullehrer
- Ralf Jacob (* 1967), deutscher Archivar und Historiker
- Reinhard Jacob (* 1951), deutscher Bildhauer
- Richard Jacob „Weißgerber“ (1877–1960), deutscher Gitarrenbauer
- Richard Taylor Jacob (1825–1903), US-amerikanischer Politiker
- Romain Jacob (* 1988), französischer Boxer
- Rudolf Jacob (1888–1975), deutscher Maler und Grafiker
- Ruthard Jacob (1925–2018), deutscher Physiologe und Hochschullehrer

### S
- Sebastian Jacob (Fußballspieler) (* 1993), deutscher Fußballspieler
- Sebastian Christoph Jacob (* 1968), deutscher Schauspieler
- Siegmund Jacob (1874–1944), deutscher Filmproduzent und Filmmanager
- Simon Jacob (1510–1564), deutscher Rechenmeister
- Steffi Jacob (* 1975), deutsche Skeletonpilotin
- Sven Jacob (1948/49–2025), deutscher Fußballfunktionär

### T
- Teuku Jacob (1929–2007), indonesischer Paläoanthropologe
- Theodor Jacob (Philosoph) (1825–1882?), deutscher Philosoph
- Therese von Jacob (1797–1870), deutsche Schriftstellerin, Volksliedforscherin und Slawistin
- Thierry Jacob (1965–2024), französischer Boxer
- Thomas Jacob (Regisseur) (* 1943), deutscher Regisseur
- Thomas Jacob (Bürgerrechtler) (* 1963), deutscher Bürgerrechtler
- Thomas Jacob (Rennrodler) (* 1965), deutscher Rennrodler
- Thomas Jacob (Journalist), indischer Journalist
- Thomas Jacob (Fußballspieler) (* 1986), südsudanesischer Fußballspieler
- Thomas Jacob (American Football), deutscher American-Football-Spieler
- Trevor Jacob (* 1993), US-amerikanischer Snowboarder
- Trude Jacob, deutsche Fechterin

### U
- Uwe Jacob (* 1956), Direktor des Landeskriminalamtes Nordrhein-Westfalen

### V
- Violet Jacob (1863–1946), schottische Schriftstellerin

### W
- Walter Jacob (Maler) (1893–1964), deutscher Maler und Lithograf
- Walter Jacob (Handschriftenforscher) (1910–1942), Theologe und Handschriftenforscher
- Walter Jacob (Rabbiner) (1930–2024), amerikanischer Rabbiner
- Werner Jacob (Regisseur) (1906–1971), deutscher Theater- und Opernregisseur
- Werner Jacob (Holocaust-Überlebender) (1920–1992), deutscher Holocaustüberlebender
- Werner Jacob (Musiker) (1938–2006), deutscher Organist und Komponist
- Wilhelm Jacob (* 1957), deutscher Verleger
- Willibald Jacob (1932–2019), deutscher Politiker
- Willy Jacob (1895–1968), deutscher Kunstmaler
- Wolfgang Jacob (1919–1994), deutscher Arzt und Medizinphilosoph